# 静岡市立清水両河内中学校
静岡市立清水両河内中学校（しずおかしりつ しみずりょうごうちちゅうがっこう）は、静岡県静岡市清水区に所在した公立中学校。

## 沿革
- 1947年 - 両河内村立両河内中学校として開校。
- 1948年 - 中河内分校、西河内分校を設置。現在地に校舎が完成し移転。校章、校歌制定。
- 1961年 - 清水市立両河内中学校に改称。
- 1965年 - 2分校を廃止し、本校に統合。
- 1966年 - 新校舎完成
- 1969年 - 体育館完成
- 1973年 - プール完成
- 2003年 - 静岡市立清水両河内中学校に改称。
- 2022年3月31日 - 閉校、「静岡市立両河内小中学校」に統合。

## 小学校区
- 静岡市立清水和田島小学校
- 静岡市立清水中河内小学校
- 静岡市立清水西河内小学校